# Tunnel van Modave
De tunnel van Modave is een spoortunnel in Modave. De enkelsporige spoorlijn 126 gaat door deze tunnel.